# Буччелла, Мария Грация
Мария Грация Буччелла (итал. Maria Grazia Buccella; род. 14 августа 1940) — итальянская актриса

, модель.

## Биография
Буччелла пробовалась на роль Домино Дерваль в фильме 1965 года о Джеймсе Бонде «Шаровая молния». Роль в итоге досталась французской актрисе Клодин Оже. В том же году она появилась в фильме режиссера Дино Ризи «Гаучо», в котором также снялся Витторио Гассман.
В 1966 году сыграла красавицу Мисс Окру в фильме Питера Селлерса «В погоне за «Лисом»». В 1968 году получила Серебряную ленту премии итальянского национального синдиката киножурналистов за лучшую женскую роль второго плана в фильме «Я женился на тебе ради забавы».
Она была показана на обложке журнала Playboy в июле 1977 года. Практически ушла из кино в 1979 году, хотя сделала два небольших появления в конце 1980-х и последнее появление в 2000 году в телесериале «Отель Отелло».